# Jars of Clay
 (mai 2025).
Si vous disposez d'ouvrages ou d'articles de référence ou si vous connaissez des sites web de qualité traitant du thème abordé ici, merci de compléter l'article en donnant les références utiles à sa vérifiabilité et en les liant à la section « Notes et références ».
Jars of Clay est un groupe de musique chrétien évangélique formé au collège de Greenville, dans l'Illinois. Le groupe est apprécié pour son mélange unique de pop, folk, rock, et électronique, et pour sa manière de communiquer ses valeurs spirituelles à travers sa musique. Les thèmes religieux, les guitares acoustiques et les boucles de percussions préprogrammées de leurs premières chansons ont fait d'eux une référence dans le rock chrétien malgré l'absence d'un batteur et d'un bassiste permanents dans le groupe. Le groupe fait appel à des artistes tels que Joe Porter et Aaron Sands pour remplir ce rôle.
Le nom du groupe vient d'un verset de la Bible, 2 Corinthiens 4.7 : Mais ce trésor, nous le portons dans les vases faits d'argile (jars of clay en anglais) que nous sommes, pour que ce soit la puissance extraordinaire de Dieu qui se manifeste, et non notre propre capacité (version La Bible du Seigneur). Sur leur premier album se trouve justement un morceau caché du nom de « Four Seven » qui paraphrase le verset.
L'organisme de charité Blood:Water Mission a été fondé en 2004 par le chanteur de Jars of Clay Dan Haseltine à la suite d'un voyage marquant en Afrique. Cet organisme vise à aider le continent africain en ce qui a trait au SIDA et à l'approvisionnement en eau potable.

## Membres
- Dan Haseltine (en) - voix, percussion
- Charlie Lowell - piano, orgue, accordéon, clavier, voix d'accompagnement
- Stephen Mason - guitare, voix, mandoline
- Matthew Odmark - guitare acoustique, banjo, voix d'accompagnement

Non membres mais accompagnent souvent :
- Joe Porter - percussion
- Aaron Sands - basse

## Discographie
- Jars of Clay (en) (1995)
- Much Afraid (1997)
- If I Left The Zoo (1999)
- The Eleventh Hour (2002)
- Furthermore: From the Studio, From the Stage (2003)
- Who We Are Instead (2003)
- Redemption Songs (2005)
- Good Monsters (2006)
- Christmas Songs (2007)
- The Long Fall Back to Earth (2009)
- The Shelter(2010)